# Décès en 876
Décès
- 872
- 873
- 874
- 875
- 876
- 877
- 878
- 879
- 880

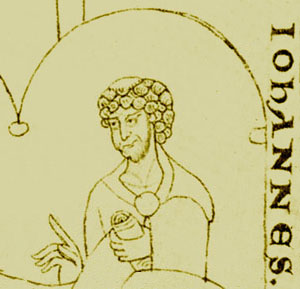
Jean Scot Érigène mort vers 876.

Cette page dresse une liste de personnalités mortes au cours de l'année 876 :
- 31 janvier : Emma de Bavière, aristocrate de l'empire carolingien, sœur de l'impératrice Judith de Bavière (seconde épouse de Louis le Pieux) et femme du roi Louis le Germanique (fils du même Louis le Pieux).
- 28 août : Louis II le Germanique[1].

- Al-Muzani, élève de l'imam Al-Chafii pendant son séjour en Égypte.
- Bagrat Ier d'Ibérie, duc de Tao Inférieur et un prince-primat d'Ibérie de la famille des Bagratides.
- Bodo-Éléazar, diacre du palais et confesseur de Louis le Pieux.
- Carloman, fils du roi Charles II le Chauve et de sa première épouse Ermentrude d'Orléans.
- Conrad II de Bourgogne, comte d'Auxerre et duc de Bourgogne Transjurane.
- Gurwant, prétendant au trône de Bretagne en lutte avec Pascweten, comte de Rennes.

date incertaine (vers 876)
- Heiric d'Auxerre, moine bénédictin, poète et érudit, maître (écolâtre) de l’école de l'abbaye Saint-Germain d’Auxerre.
- Jean Scot Érigène, théologien et philosophe irlandais, à l'origine du premier grand système philosophique du Moyen Âge.

## Crédit d'auteurs
- Cet article est partiellement ou en totalité issu de l'article intitulé « 876 » (voir la liste des auteurs).